# ニオイガモ
ニオイガモ （匂鴨、学名:Biziura lobata）は、カモ目カモ科に分類される鳥類の一種である。

## 分布
オーストラリア南部、タスマニアに分布する

## 形態
頭頂部は黒く、それ以外の体の上面は黒色に灰色の横縞が入る。体の下面は白色で、暗褐色の小さな斑が散らばる。嘴は黒色、足は灰色で、下嘴の下からのどに黒色の丸い袋がある。雌は雄と同じ体色だが、体格は半分程度である。

## 生態
淡水の湖沼に生息する。通常、単独か番いで生活している。夜間に活動することが多い。繁殖期には独特の体臭を発する（これが、和名と英名の由来である）。また、雄はディスプレイ行為を行う。
食性は主に動物食。潜水をしながら、軟体動物、甲殻類、両生類、魚類などを捕食する。また、蓮の種子などの植物も食べる。
繁殖形態は卵生。番いの形態は乱婚型である。水辺の水草類や藪の中に営巣し、1腹1-3個の卵を産む。卵は他のカモ類に比べると大型である。孵化後、しばらくの間雌は雛を背中に乗せて運ぶ。また、食物を取って雛に与える。

## 保全状態評価
- LEAST CONCERN (IUCN Red List Ver. 3.1 (2001))

## 参照・注釈
1. ↑  Biziura lobata  (Species Factsheet by BirdLife International)